# Breachacha Castle

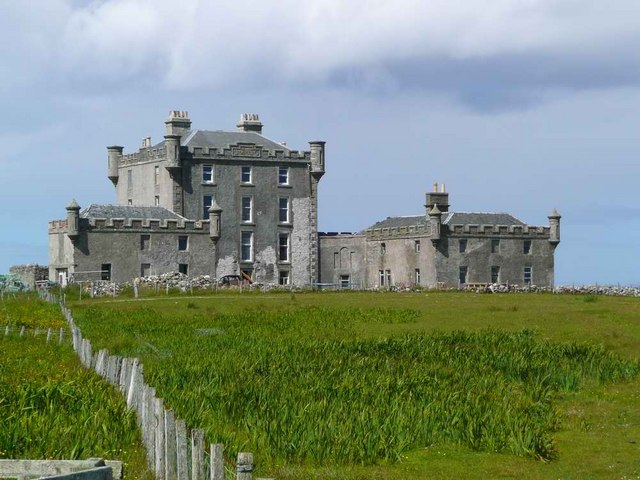
Breachacha Castle

Breachacha Castle, alternative Schreibweise Breacacha, auch Breachacha House oder Coll House, ist ein Schloss auf der schottischen Hebrideninsel Coll. Es liegt im Südosten der Insel nahe einer Felsklippe am Kopf der Meeresbucht Loch Breachacha. 1971 wurde Breachacha Castle in die schottischen Denkmallisten in der Kategorie A aufgenommen.

## Geschichte
Das Schloss wurde um das Jahr 1750 von den Lairds von Coll errichtet. Es ersetzte dabei die benachbarte aus den 1430er Jahren stammende Burg Old Breachacha Castle. John Stewart of Glenbuckie erwarb 1856 das ursprünglich auf quadratischer Grundfläche erbaute Schloss, stockte es auf und fügte weitere Anbauten hinzu. Auch das Gebäudeinnere wurde in diesem Zuge weitgehend modernisiert, sodass heute nur noch wenige Einbauten aus dem 17. Jahrhundert erhalten geblieben sind. Im Oktober 1773 verbrachten die Schriftsteller Samuel Johnson und James Boswell einige Tage auf Breachacha Castle. Zwischen 1944 und 1968 stand das Gebäude leer. Nachdem ein Käufer gefunden war, wurden Teile wieder in einem bewohnbaren Zustand versetzt und die Räume im Erdgeschoss in zwei separate Einheiten getrennt. Außerdem wurden Elektrizitätseinrichtungen hinzugefügt. Nachdem sich der Erhaltungsgrad in den folgenden Jahrzehnten wieder deutlich verschlechterte, wurde Breachacha Castle als es 1997 an einen neuen Eigentümer überging als bedingt bewohnbar beschrieben. 1999 begannen umfangreiche Restaurierungsmaßnahmen, die bis heute andauern. Im Juni 2012 wurde die Restaurierung des Hauptgebäudes beendet und abgenommen. Die Eigentümer leben im Obergeschoss des Hauptgebäudes.